# Busiga
Busiga è un comune del Burundi situato nella provincia di Ngozi con 65.143 abitanti (censimento 2008).

## Geografia antropica

### Suddivisioni amministrative
Il comune è suddiviso in 33 colline.